# Smittia celtica
Smittia celtica is een muggensoort uit de familie van de dansmuggen (Chironomidae). De wetenschappelijke naam van de soort is voor het eerst geldig gepubliceerd in 1992 door Rossaro & Delettre.